# Gorden Kaye
Gordon Fitzgerald "Gorden" Kaye, född 7 april 1941 i Huddersfield i West Yorkshire, död 23 januari 2017 i Knaresborough i North Yorkshire, var en brittisk skådespelare och sångare. För svensk TV-publik var han mest känd för huvudrollen som caféägaren René Artois under tio år i komediserien 'Allå, 'allå, 'emliga armén.
Den 25 januari 1990 var han nära att dö i en bilolycka under den så kallade Burnsmiddagsstormen där han fick framrutan krossad av en reklamskylt. Olyckan orsakade svåra skallskador och han fick ett ärr i pannan. Han hade själv inga minnen av olyckan.
De sista åren av sitt liv bodde Kaye på ett behandlingshem och hade under flera år varit sjuk i demens.

## Filmografi i urval
- 1969-1970 - Coronation Street (TV-serie)
- 1973 - Hem till gården (TV-serie)
- 1977-1978 - Come back Mrs. Noah (TV-serie)
- 1978 - I vår Herres hage (TV-serie)
- 1978-1980 - Born and Bred (TV-serie)
- 1978-1981 - Are You Being Served? (TV-serie)
- 1979 - Ring så spanar vi (TV-serie)
- 1982-1992 - 'Allå, 'allå, 'emliga armén (TV-serie)
- 1983 - Mansfield Park (TV-serie)
- 1984 - The Life and Death of King John (TV-film)
- 1984 - Much Ado About Nothing (TV-film)
- 1985 - Brazil
- 1990 - Last of the Summer Wine (TV-serie)
- 1994 - The Best of 'Allo 'Allo! (TV-film)
- 2001-2004 - Revolver (TV-serie)
- 2007 - The Return of 'Allo 'Allo! (TV-film)